# 디제이 수퍼부기
디제이 수퍼부기(DJ Superboogie, 본명 허웅, 1985년 7월 12일 ~ )는 대한민국의 작곡가이다. 2002년부터 DJ 및 프로듀서로 활동하며 2004년부터는 ‘펑키듀스’라는 올드스쿨 모임회 웹진을 운영하였다. 2009년 9월 30일《Back To the Oldskool》이라는 첫 싱글을 발표하였다. 다양한 음반에서 사운드 레코딩 및 디렉팅 활동을 하며 박화요비의 턴테이블 세션리스트로도 참여, 힙합레이블 《스테디사운즈》의 총 프로듀서 등 다양한 활동을 하고 있다.

## 학력
- 한국영상대학교 음향제작과 학사 졸업

## 활동 경력
- 2008 공주영상대 사운드디자인 파티프로모션
- 2008 S.I.Y.F.F.(서울국제청소년영화제) 게스트
- 2009 비바보체(Vivavoce) 1집 사운드 디렉팅[3]
- 2009 마니피캇 어린이 합창단 (하느님의 어린양) 사운드 레코딩[4]
- 2009 디제이 수퍼부기 'Back to the oldskool' 작곡 및 프로듀싱[5]
- 2009 야브야지드 (yabya jeed) '미니 앨범' 사운드 디렉팅[6]
- 2010 뉴뉴(new new) '프로젝트 앨범' 사운드 디렉팅[7]
- 2010 야브야지드 (yabya jeed) 'Salon De Piano' 사운드 디렉팅[8]
- 2010 화요비 7집 사운드 디렉팅 및 A&R, 'Cloud 9' DJ 세션[2][9]
- 2010 화요비 7.5집 사운드 디레팅[10]
- 2010 SBS 드라마 산부인과 OST '늦은 사랑' 사운드 디레팅[11]
- 2010 미소 다이어리 '사랑이 아파서' 사운드 디렉팅[12]
- 2011 화요비&태하 '같이 있어줘' 사운드 디렉팅[13]
- 2011 모멘시스 'Loud And Moment' 사운드 디렉팅
- 2012 KBS 월드라디오 엔지니어
- 2013 리듬게임 한빛소프트 '오디션2' 사운드 기획
- 2013 Steadysoundz(스테디사운즈) XYX DJ Team 소속 "Return to XYX" DJ Live Mixtape 발표[14]
- 2013 서울오토살롱 2013 스피라 파이널랩 게스트[15]
- 2013 아디다스 농구 2013 드와이트 하워드 내한 DJ
- 2013 재즈 고강실트리오 'Take Me Home' 사운드 디렉팅
- 2013 모멘시스 'Songs' 사운드 디렉팅
- 2013 아디다스 축구 브라질월드컵 X-mas party DJ
- 2014 아디다스 농구 존월 내한 DJ

## 음반
- 2009 Back To the Oldskool[16]